# Черно ноди
Черно ноди (Anous minutus) е вид птица от семейство Sternidae.

## Разпространение
Видът е разпространен в Американска Самоа, Антигуа и Барбуда, Аруба, Австралия, Барбадос, Белиз, Бонер, Синт Еустациус, Саба, Бразилия, Венецуела, Гваделупа, Гуам, Доминика, Екваториална Гвинея, Индонезия, Коста Рика, Кюрасао, Кирибати, Маршалови острови, Мартиника, Мексико, Микронезия, Монсерат, Малки далечни острови на САЩ, Науру, Нова Каледония, Нова Зеландия, Нигерия, Норфолк, Острови Кук, Палау, Папуа Нова Гвинея, Северни Мариански острови, Света Елена, Възнесение, Тристан да Куня, Сейнт Китс и Невис, Сейнт Лусия, Сейнт Винсент и Гренадини, Сао Томе и Принсипи, Сен Мартен, Соломоновите острови, Токелау, Тонга, Тувалу, Уолис и Футуна, Фиджи, Френска Полинезия, Филипините и Япония.